# Couvent des Jacobins de Blois
Pour les articles homonymes, voir Couvent des Jacobins.
L'ancien couvent des Jacobins est un ancien édifice religieux, à Blois (Loir-et-Cher). Fondé au XIIIe siècle, le couvent accueille différents événements jusqu'à son démantèlement à la Révolution française. Il est aujourd'hui partagé entre le musée diocésain d’art religieux et le siège de la Société d'histoire naturelle de Blois qui y a établi son muséum d'histoire naturelle.

## Histoire

### Origines
Une chapelle dédiée à Saint-Gervais du Mans, attestée au XIIe siècle en tant qu'abbatiale Saint-Gervais de Bourg-Moyen, se serait établie au Haut Moyen Âge.

### Arrivée des Jacobins
Attaché au patrimoine religieux de son territoire, le comte Jean Ier de Blois-Châtillon acheta les résidences autour de l'église paroissiale de Saint-Gervais du bourgeois Renaud Tupin (qui donna son nom à la rue de la Tupinière) et ordonna en 1273 la construction d'un nouvel édifice en lieu et place de celle-ci, qu'il céda en avril 1274 aux moines dominicains pour y fonder le couvent des Jacobins.
Ainsi, les frères prêcheurs, établis à Blois plus tardivement que les moines voisins de Bourg-Moyen et de Saint-Laumer et avec l'appui du comte, sont cibles de rivalité de la part des autres Catholiques dès la fin du XVe siècle.
Les moines de l'Ordre des Prêcheurs étaient reconnaissables par leur robe et scapulaire blancs.
Le couvent était réputé pour son grand réfectoire, si bien qu'il accueillit de nombreuses cérémonies prestigieuses. Par exemple, c'est en son sein que furent rédigées en 1523 les Coutumes de Blois (équivalent de la jurisprudence) par les trois ordres du bailliage local, ou que se réunirent les membres du clergé lors des États généraux de 1588 et 1589.
Alors qu'il n'existait pas encore de bibliothèques publiques, les Jacobins étaient également connus pour ouvrir la leur aux intellectuels.
Du 9 au 16 mars 1789, les Jacobins furent convoqués aux États généraux au palais de Justice de Blois afin de désigner les députés qui allaient les représenter aux États généraux de Paris.

### Conséquences de la Révolution
Lorsque la Révolution éclate, les monuments religieux sont fortement pris pour cibles, dont à Blois. Certaines parties du couvent (dont l'église Saint-Gervais) sont saisies puis vendues, ou tout simplement détruites, notamment pour percer l'actuelle rue des Jacobins ou la petite place devant le couvent, déblayée en 1806.
Se résumant aux moitiés sud de ses bâtiments est et ouest d'origine, le 
couvent encore en place est d'abord cédé à des particuliers puis occupé entre 1819 et 1883 par la gendarmerie puis par l'institution Sainte-Agnès.

### Époque contemporaine
De nos jours, l'ancien couvent est ouvert au public et abrite :
- au 1er étage : le musée diocésain d’art religieux de Blois ;
- au 2e étage : le muséum d’histoire naturelle administré par la Société d’histoire naturelle de Blois.

## Localisation
Vu du ciel, le couvent avait la forme d'un quadrilatère encerclé :
- au nord par le Tour d'échelle du sanctuaire (ancienne ruelle reliant la rue de Tupinière et la rue Saint-Lubin),
- au sud par le cimetière de Saint-Laumer et la rue de la Tupinière,
- à l'est par l'ancien hôtel-Dieu,
- et à l'ouest par Saint-Laumer-Saint-Nicolas et la rue Madeleine.

Dans la configuration actuelle du centre-ville de Blois, l'édifice se situe entre la rue des Jacobins et la rue Jean-Eugène Robert-Houdin.

### Autres sources
1. ↑  Philippe Deshayes, « Fiche du couvent des Jacobins (Blois) » , sur perche-gouet.net, Centre de recherches généalogiques du Perche-Gouët, 2012
2. ↑  Annie Cosperec, « Couvent des Jacobins » , sur Plateforme ouverte du patrimoine (Ministère de la Culture), Dossier d’inventaire topographique, Inventaire général, 1988